# Jake Gardiner
Jake Gardiner, född 4 juli 1990, är en amerikansk professionell ishockeyspelare som spelar för Carolina Hurricanes i NHL.
Han draftades i första rundan i 2008 års draft av Anaheim Ducks som 17:e spelare totalt. 2011, när Gardiner spelade för Wisconsin Badgers hockeylag i Western Collegiate Hockey Association (WCHA), trejdades Gardiner tillsammans med Joffrey Lupul och ett draftval till Toronto Maple Leafs i utbyte mot François Beauchemin.
Gardiner gjorde sin debut i NHL under säsongen 2011/2012 och gjorde sitt första mål i NHL den 24 januari 2012 i en match mot New York Islanders. Under sin tid i Toronto gjorde Gardiner sammanlagt 245 poäng på 551 spelade matcher.
2019 skrev Gardiner på ett fyraårigt kontrakt med Carolina Hurricanes.